# San Pedro megye (Misiones)
San Pedro egy megye Argentína északkeleti részén, Misiones tartományban. Székhelye San Pedro.

## Földrajz
A megye Misiones tartomány keleti részén található, Brazília határán: az országhatárt az Uruguay folyó képezi. Itt találhatók a különleges Moconá-vízesések, amelyek nem a folyón keresztben helyezkednek el, hanem annak hosszában.

## Népesség
A megye népessége a közelmúltban a következőképpen változott:
| Év   | Lakosság |
| ---- | -------- |
| 2001 | 23 631   |
| 2010 | 31 051   |